# Nelly Weledji

Nelly Weledji est une joueuse de basket-ball camerounaise, née le 14 août 1993 à Overland Park, Kansas, aux États-unis. Elle est reconnue pour ses compétences en tant que meneuse et a contribué au développement du basket-ball féminin dans son pays.

## Biographie

### Carrière universitaire
Weledji a poursuivi sa carrière universitaire aux États-Unis, où elle a joué pour les Bears de Brown. Pendant son temps avec l'équipe, elle a démontré des performances exceptionnelles qui lui ont permis de se faire un nom dans le milieu du basket-ball universitaire. Ses statistiques impressionnantes et son leadership sur le terrain ont attiré l'attention des recruteurs.

### Carrière internationale
Nelly Weledji a été sélectionnée pour représenter le Cameroun lors de plusieurs compétitions internationales. Elle a fait ses débuts avec l'équipe nationale féminine lors de l'Afrobasket 2017, où elle a joué un rôle clé dans les performances de l'équipe. En 2016, elle a également participé au tournoi préolympique, renforçant ainsi sa réputation sur la scène internationale.

#### Afrobasket
Lors de l'Afrobasket 2017, Weledji a aidé le Cameroun à atteindre les phases éliminatoires du tournoi. Son jeu dynamique et sa capacité à marquer des points ont été essentiels pour l'équipe, qui a montré une forte performance tout au long du championnat.

#### Autres compétitions
En plus de l'Afrobasket, Weledji a également participé à d'autres compétitions continentales et internationales, contribuant à la visibilité du basket-ball féminin au Cameroun. Son engagement envers l'équipe nationale et sa passion pour le sport en font une figure inspirante pour les jeunes athlètes camerounaises.

## Impact et héritage
Nelly Weledji est considérée comme un modèle pour les jeunes joueuses de basket-ball au Cameroun. Sa carrière exemplaire et son dévouement au sport ont contribué à promouvoir le basket-ball féminin dans le pays. Elle continue d'inspirer la prochaine génération d'athlètes par son engagement et ses performances sur le terrain.